# Frank Mackey
Frank Jay Mackey (* 20. März 1852 in Gilboa, New York; † 24. Februar 1927 in Minneapolis, Minnesota) war ein US-amerikanischer Polospieler.

## Erfolge
Frank Mackey besuchte zuvor das Beloit College in Wisconsin und wurde anschließend wie sein Vater Joe Mackey Rechtsanwalt. Er begann bei der Reedsburg Bank zu arbeiten, die von seinem Vater gegründet worden war. Mackey verließ in jungen Jahren schließlich Wisconsin und betätigte sich geschäftlich in Kalifornien. Er kehrte jedoch erfolglos zurück und arbeitete erneut für die Reedsburg Bank. Nachdem die Familie nach Minneapolis gezogen worden war, wurde Mackey nach zahlreichen Geschäften Millionär. 1878 gründete er die HSBC Finance Corporation, die später in der HSBC aufging. 
Mackey konnte sich so vermehrt seinem Hobby widmen, dem Polosport. In diesem gewann er zahlreiche Turniere auf internationaler Ebene. Bei den Olympischen Spielen 1900 in Paris gehörte Mackey zur gemischten Polomannschaft der Foxhunters Hurlingham, die außerdem aus seinem Landsmann Foxhall Keene sowie den Briten John George Beresford, Denis Daly und Alfred Rawlinson bestand. Die Mannschaft besiegte im Viertelfinale zunächst die französische Mannschaft des Compiègne Polo Club klar mit 10:0 und anschließend im Halbfinale die gemischte Mannschaft des Bagatelle Polo Club de Paris mit 6:4. Gegen den BLO Polo Club, Rugby setzte sich Mackeys Mannschaft im Finale mit 3:1 durch und erhielt als Olympiasieger die Goldmedaille.
Nachdem Mackey unheilbar erkrankt war, beging er in dem 1911 von ihm selbst erbauten Leamington Hotel in Minneapolis Suizid. Sein Erbe ging an seine fast 40 Jahre jüngere Ehefrau Olga, deren Sohn Alfonso de Portago, den sie nach erneuter Heirat auf die Welt brachte, olympischer Bobpilot und Formel-1-Fahrer wurde.